# Hallenhockey-Europameisterschaft der Herren 2008
Mit der Hallenhockey-Europameisterschaft der Herren 2008 wurde die Hallenhockey-Europameisterschaft der Herren zum 13. Mal durchgeführt. Sie fand vom 18. bis 20. Januar 2008 in Jekaterinburg, Russland statt. Der bisherige Rekordsieger Deutschland musste nach 11 Titelverteidigungen erstmals der Auswahlmannschaft der Russischen Föderation den Vortritt lassen. Die Mannschaften aus der Schweiz und aus Polen stiegen in die „B-EM“ ab.

## Vorrunde

### Gruppe A
| Team 1      | Team 2      | Ergebnis |
| ----------- | ----------- | -------- |
| Deutschland | Italien     | 10 : 1   |
| Schweiz     | Österreich  | 1 : 7    |
| Österreich  | Deutschland | 3 : 5    |
| Schweiz     | Italien     | 2 : 7    |
| Italien     | Österreich  | 4 : 10   |
| Schweiz     | Deutschland | 2 : 7    |

Tabelle
| Rang | Land        | Spiele | Tore  | Differenz | Punkte |
| ---- | ----------- | ------ | ----- | --------- | ------ |
| 1    | Deutschland | 3      | 22:6  | +16       | 9      |
| 2    | Österreich  | 3      | 20:10 | +10       | 6      |
| 3    | Italien     | 3      | 12:22 | −10       | 3      |
| 4    | Schweiz     | 3      | 5:21  | −16       | 0      |

### Gruppe B
| Team 1     | Team 2     | Ergebnis |
| ---------- | ---------- | -------- |
| Polen      | Russland   | 5 : 7    |
| Spanien    | Tschechien | 4 : 4    |
| Polen      | Tschechien | 1 : 6    |
| Spanien    | Russland   | 3 : 3    |
| Tschechien | Russland   | 3 : 7    |
| Spanien    | Polen      | 7 : 5    |

Tabelle
| Rang | Land       | Spiele | Tore  | Differenz | Punkte |
| ---- | ---------- | ------ | ----- | --------- | ------ |
| 1    | Russland   | 3      | 17:11 | +6        | 7      |
| 2    | Spanien    | 3      | 14:12 | +2        | 5      |
| 3    | Tschechien | 3      | 13:12 | +1        | 4      |
| 4    | Polen      | 3      | 11:20 | −9        | 0      |

## Fünfter bis Achter Platz
Die Dritt- und Viertplatzierten dieser beiden Gruppen spielten in der Relegationsgruppe die Plätze 5 – 8 sowie damit auch die beiden Absteiger (Plätze 7 und 8) in die „B-EM 2010“ aus. Dabei nahmen alle vier Mannschaften die Punkte und Ergebnisse aus den direkten Vergleichen in der Vorrunde mit und bestritten jeweils nur noch je ein Spiel gegen die Nationalmannschaften aus der anderen Vorrundengruppe.

### Relegationsrunde
| Team 1  | Team 2     | Ergebnis |
| ------- | ---------- | -------- |
| Schweiz | Tschechien | 3 : 5    |
| Italien | Polen      | 7 : 7    |
| Schweiz | Polen      | 9 : 6    |
| Italien | Tschechien | 4 : 2    |

| Team       | Punkte | Sp | S | U | N | Tore | Gtore | Diff |
| ---------- | ------ | -- | - | - | - | ---- | ----- | ---- |
| Italien    | 6      | 3  | 2 | 1 | 0 | 13   | 11    | +2   |
| Tschechien | 6      | 3  | 1 | 2 | 0 | 13   | 8     | +5   |
| Schweiz    | 3      | 3  | 1 | 0 | 2 | 13   | 18    | −5   |
| Polen      | 1      | 3  | 0 | 1 | 2 | 14   | 22    | −8   |

## Halbfinale
| Team 1      | Team 2   | Ergebnis          |
| ----------- | -------- | ----------------- |
| Deutschland | Spanien  | 8 : 1             |
| Österreich  | Russland | 4 : 4 (4:5 n. V.) |

## Spiel um Platz 3
| Team 1  | Team 2     | Ergebnis |
| ------- | ---------- | -------- |
| Spanien | Österreich | 0 : 3    |

## Finale
| Team 1      | Team 2   | Ergebnis |
| ----------- | -------- | -------- |
| Deutschland | Russland | 2 : 3    |